# Hubert Delacolette
Julien Hubert Delacolette (Ougrée, 14 januari 1891 - 21 september 1974) was een Belgisch volksvertegenwoordiger en burgemeester.

## Levensloop
Delacolette was metaalbewerker en klom op tot secretaris van de christelijke metaalvakbond.
In 1932 werd hij gemeenteraadslid van Ougrée, en van 1933 tot 1938 was hij er burgemeester.
In 1922 werd hij verkozen tot katholiek volksvertegenwoordiger voor het arrondissement Luik, in opvolging van Paul Tschoffen. Hij vervulde dit mandaat tot in 1936.
Van 1935 tot 1938 was hij voorzitter van Standard Luik, die zijn stadion op grondgebied Ougrée had.